# Пресбурзький мир

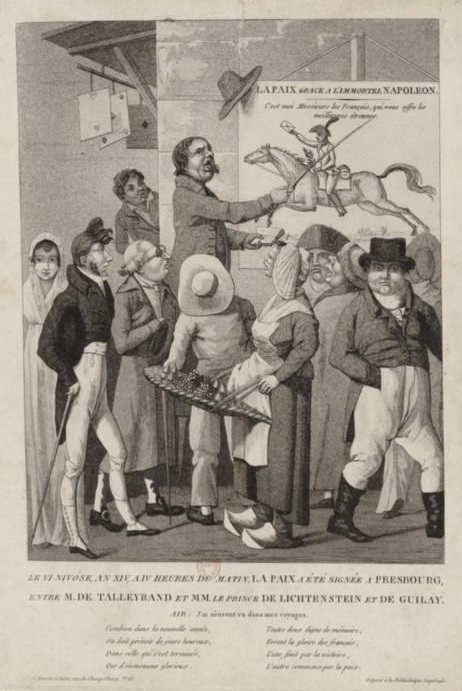
Тодішня друкована реклама Пресбурзького миру

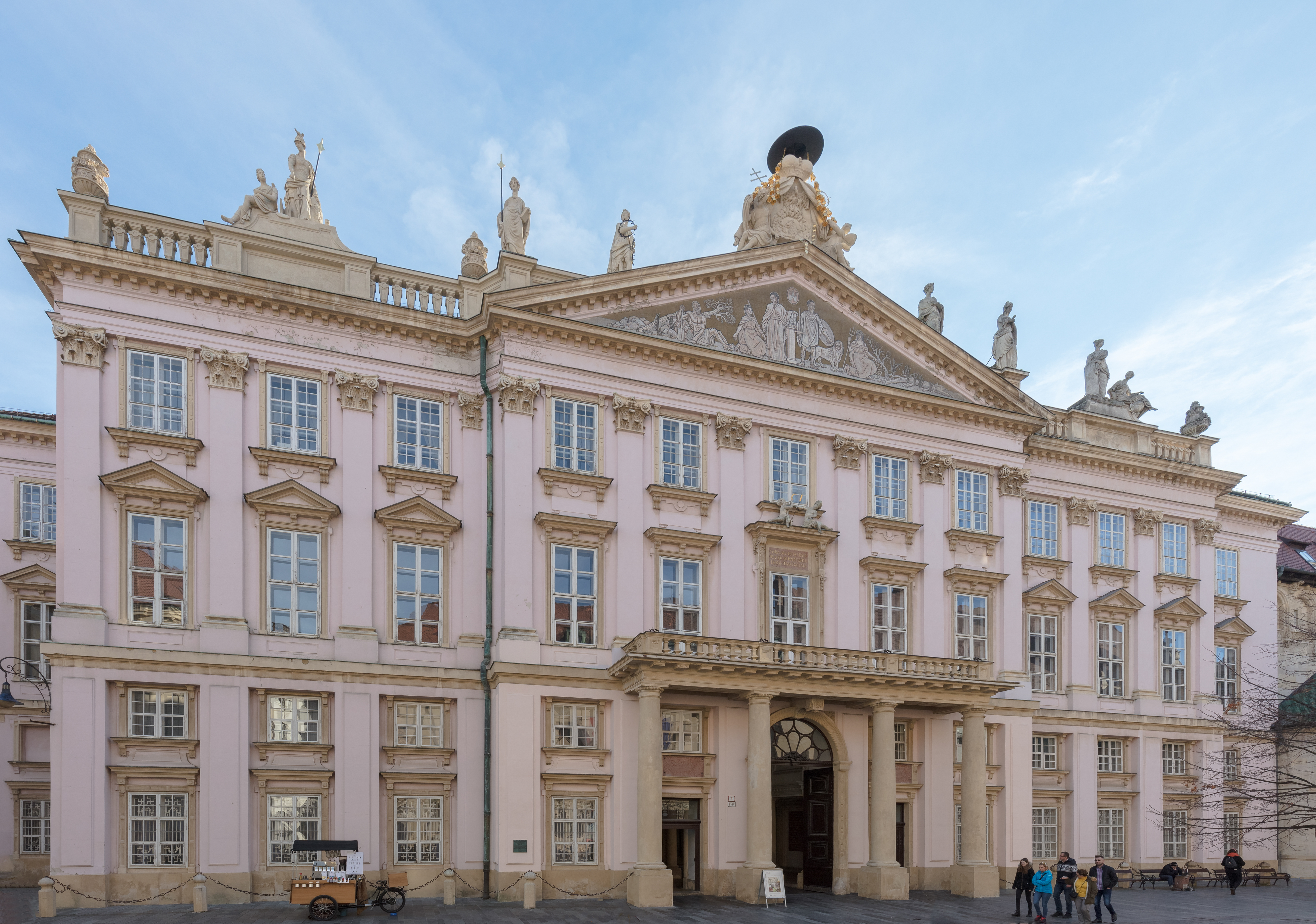
, де був підписаний Пресбурзький мир

Пресбурзький мир 1805 року (нім. Preßburger Frieden; фр. Traité de Presbourg) — мирна угода між Францією та Австрією, укладена 26 грудня 1805 р. у Пресбурзі (Братислава) після розгрому Австрії в Аустерліцькій битві та її повної поразки у війні Третьої коаліції.
Відповідно до цього миру Австрійська імперія поступалась Наполеону, як королю Італії, Венето, Істрією (окрім Трієсту) та Далмацією і визнавала всі французькі захоплення в Італії. Крім того Австрійська імперія втратила також усі свої володіння на захід від Каринтії, які переходили під владу головних союзників Наполеона у імперії: 
- Баварія отримала Тіроль з Бріксеном та Трентом, Форарльберг, правобережжя Інну, Бургау та Ліндау, а також Пассау та Айхштет, відокремлені від Зальцбургського курфюрства;
- Вюртемберг отримав колишні австрійські володіння у Швабії: Альтдорф, Гогенберг, Нелленбург, Ехінген та Бондорф;
- Баден отримав Констанц, а також територію герцоґства Брайсгау, включаючи Фрайбург та Ортенау.

Більш того, імператор Франц II визнав за монархами Баварії та Вюртемберга титули королів, що вивело їх з-під влади інститутів Священної Римської імперії. Австрія також сплачувала Французькій імперії контрибуцію в сумі 40 млн. франків.
Як компенсацію Австрійська імперія отримала відносно невелику територію, що включала Зальцбург та колишнє абатство Берхтесгаден, а для колишнього курфюрста Зальцбурзького Фердинанда Габсбурга було створено нове герцоґство Вюрцбург.
Зміни, передбачені Пресбурзьким миром 1805 р., означали кінець австрійської переваги у Священній Римській імперії та сприяли її розпускові у 1806 році.